# إيثان روبسون
إيثان روبسون (بالإنجليزية: Ethan Robson)‏ هو لاعب كرة قدم بريطاني، ولد في 25 يوليو 1996 في Houghton-le-Spring ‏ في المملكة المتحدة. لعب مع نادي سندرلاند.

## وصلات خارجية
- إيثان روبسون على موقع قاعدة بيانات كرة القدم.إي يو (الإنجليزية)
- إيثان روبسون على موقع Soccerbase.com (لاعب) (الإنجليزية)
- إيثان روبسون على موقع Soccerway.com (الإنجليزية)
- إيثان روبسون على موقع AS.com (الإسبانية)